# Товсте (Житомирський район)
Товсте́ — село в Україні, у Житомирському районі Житомирської області. Входить до складу Радомишльської міської громади. Населення становить 63 осіб.